# Phillip Pipersburg
Phillip Patrick Gerald Pipersburg, Sr. (* 15. Mai 1955; † 11. April 2018 in Santa Barbara, Kalifornien) war ein belizischer Leichtathlet. Er war auf den 400-Meter-Lauf spezialisiert.

## Sport
Pipersburg nahm an den Olympischen Sommerspielen 1984 in Los Angeles teil. Im Wettlauf über 400 m schied er in den Vorläufen aus.

## Späteres Leben
Pipersburg war in Santa Barbara, Kalifornien, eine feste Größe und arbeitete als Bewährungshelfer. Gemeinsam mit seiner Frau Lillian betreute er Hunderte sozial benachteiligter Kinder. Pipersburg litt an Nierenproblemen und war jahrelang auf Dialyse angewiesen.

## Familie
Sein Sohn Phillip Pipersburg (* 1978) war ebenfalls Leichtathlet in den Vereinigten Staaten und spielte beim American Football als Wide Receiver für die California Golden Bears der University of California.